# Canal 9 TVN Señal 2
Canal 9 foi a segunda sinal de Televisión Nacional de Chile sendo a sua cobertura em toda a Região Metropolitana de Santiago.

## História
A freqüência 9 estava fora do ar durante sete anos após o canal da Universidade do Chile (hoje Chilevisión) mudou-se para a frequência 11. Assim, em 1983, a frequência é atribuída à Televisión Nacional de Chile.
Em junho de 1987, às vésperas da Copa do Mundo do México 1986, Televisión Nacional lança segundo sinal experimental, conhecido como Canal 9 TVN Señal 2 emitindo naquele tempo alternativa para transmissão de esportes (como sabonetes) e, em seguida, a programação se concentra documentários, programas desportivos (Esportes de satélite e de programação ESPN), desenhos animados e filmes, assim como canais de estado na Europa.
A Canal 9 abriu assim começou a transmitir em 4 de maio de 1987, às vésperas da visita do Papa João Paulo II para o Chile e as suas primeiras transmissões eram programas de TV, desenhos animados, programas culturais, documentários e notícias.
Antes do retorno à democracia, em janeiro de 1990, o Governo decidiu que a proposta de frequência e o Canal 4 da San José de Maipo, devido a perdas econômicas arrastado TVN. Canal 9 TVN Señal 2 finalmente encerrou as transmissões em 24 de agosto de 1990; No entanto, Ricardo Claro venceu a licitação para o Canal 9, em Santiago, e em outubro do mesmo ano lançou o seu canal privado Megavisión (atual Mega).

## Programas
- Satélite del Deporte
- Cine en el Nueve
- Noticias
- Más Mujeres
- Noticias Literarias